# Vlad Țepeș (pel·lícula)
Vlad Țepeș és una pel·lícula romanesa de drama històric de 1979 dirigida per Doru Năstase. La pel·lícula narra la història de Vlad l'empalador (també conegut com Vlad Dracul), el voivoda del segle XV de Valàquia, i les seves lluites amb els turcs otomans al camp de batalla i amb els boiars a la seva cort.
Encarregada per les autoritats comunistes de la República Socialista de Romania, la pel·lícula va promoure la línia que Nicolae Ceaușescu havia traçat a través de les Tesis de juliol de 1971, projectant la imatge d'un líder fort i autoritari. qui és just amb el poble. També tenia el propòsit de rentar el nom del voivoda de la vergonya causada per la novel·la de Bram Stoker. La fabricació del mite de Dràcula es destaca a la pel·lícula: va ser construït per elements exteriors (d'una banda, els saxons i szeklers comerciants de Brașov, i de l'altra, els enemics de Valàquia, els turcs), però també pels malvats i traïdors boiars.

## Sinopsi
El 1456 els otomans són derrotats a les portes de Belgrad a mans de Iancu de Hunedoara, però el vencedor mor de pesta tres dies després. Mehmet II aprofita el fet per intentar apoderar-se de Valàquia, immersa en l'anarquia per les lluites internes dels successors de Mircea el vell. Tanmateix, no comptaven amb el nou voivoda, Vlad III, que s'imposarà als seus rivals.

## Repartiment
- Ștefan Sileanu – Vlad l'empalador
- Ernest Maftei – Străjer Mânzila
- Emanoil Petruț – Armaș Stoica
- Teofil Vâlcu – Boiar Albu
- Alexandru Repan – Sultà Mehmet II
- Constantin Codrescu – Iunus Beg, enviat de sultà
- George Constantin – Metropolita d'Ungro-Valàquia
- Ion Marinescu – Gran Visir Mahmud Paixà
- Silviu Stănculescu – Tresorer Sava
- Vasile Cosma – Boiar Mogoș
- György Kovács – Michael Szilágyi, capità de la fortalesa de Belgrad
- Mihai Pălădescu – Pius II
- Andrei Bursaci – Boiar Rătundu
- András Csiky – Johannes Reudel, Vicari de Biserica Neagră, enviat de Brașov
- Eugen Ungureanu – Matthias Corvinus, King of Hungary
- Zoltán Vadász
- Zephi Alșec – Dignatari otomà
- Ștefan Radof – Mercader valac
- Ștefan Velniciuc – Esteve III de Moldàvia

## Producció
La pel·lícula està realitzada per Casa de Filme 5 en col·laboració amb el Ministerio de Defensa Nacional als estudis del Centrului Național de Producție Cinematografică de Bucarest.